# Сивуха
Сивуха — різновид самогону, що відрізняється своєю непрозорістю, назва пішла від слова сивий.
Отримується при перегонці в самогонному апараті з порушенням технології самогоноваріння.
Основні причини помутніння самогону:
- перегрів самогонного апарату — брага спінюється і потрапляє через холодильник до готового продукту.
- перевищення сивушних олій в самогоні.
- самогонний апарат зроблений з хімічно активних матеріалів.
- розбавляння жорсткою водою.
- брудна посудина.

Любителі народного колориту люблять пити саме самогон молочного кольору.
Часто використовується в кінематографі.